# Zadarski kotar
Zadarski kotar je bio jedan od političkih kotara (njem. Bezirk) u austrijskoj carskoj pokrajini Dalmaciji. Obuhvaćao je sudbene kotare: Biograd, Pag, Rab i Zadar. Prostirao se je 1900. godine na 1635,74 km2 i imao 75.322 stanovnika. Status grada (njem. Stadt) imala su naselja Nin, Pag, Rab i Zadar, status trga (njem. Markt) imala su naselja Biograd na Moru, Novigrad,   Sali i Silba, a ostatak su činila seoska naselja (njem. Dorf).  
Područje Zadarskog kotara sada je podijeljeno između upravnih jedinica: grada Novalje (Ličko-senjska županija), grada Raba i općine Lopar (Primorsko-goranska županija), općine Murter-Kornati (Šibensko-kninska županija), te gradova Benkovca, Biograda na Moru, Paga i Zadra i općina Bibinje, Galovac, Kali, Kolan, Kukljica, Nin, Novigrad, Pakoštane, Pašman, Poličnik, Posedarje, Povljana, Preko, Privlaka,
Ražanac, Sali, Sukošan, Sveti Filip i Jakov, Škabrnja, Tkon, Vir, Vrsi i Zemunik Donji (Zadarska županija).

## Stanovništvo
Godine 1900. u političkom kotaru Zadru živjelo je 75.322 stanovnika popisanih kao lokalno civilno stanovništvo i "stranci" (stanovništvo iz drugih dijelova carstva - "nezavičajno" (njem. Staatsfremde) bez stalnog boravka u Dalmaciji, zatečeno na licu u vrijeme popisa, koje je u popisnim kolonama bilo vjerski, ali ne i jezično raspoređeno)), te kao vojničko stanovništvo. Izjašnjavanja u smislu narodnosne pripadnosti nije bilo, a hrvatski i srpski jezik iskazani su kao jedan jezik pod službenim imenom "srpsko-hrvatski jezik" (njem. serbo-kroatisch).

## Sudbeni kotari
Politički kotar Zadar sastojao se je iz tri sudbena kotara koji su istodobno bili i općine i jednog koji je obuhvaćao 5 općina, te iz 96 naseljenih mjesta.

## Politika
Politička opredijeljenost birača bila je takva da su u većini općina na vlasti prije rata bili pravaši, a u Novigradu je načelnik Grgo Oštrić bio iz Hrvatske stranke. Iznimka je bila zadarska općina koja je općenito bila jedinstveni slučaj u Dalmaciji, zbog akumuliranog naseljenog talijanskog činovništva, doseljenog iz Italije ili od Talijana i talijanaša iz drugih mjesta koji su se preselili u Zadar, pa je ovdje na vlasti bila Talijanska stranka. U izvangradskim mjestima većinu su činili Hrvati i naginjali su pravašima, tek par mjesta imalo je i pristaše autonomaša, ali ta su naselja bila podijeljena između pravaša i autonomaša.
Zadarski kotarski poglavari bili su (popis nepotpun): Francesco Simonelli (1911. — 1913.)